# Municipio de Concord (condado de Erie)
El municipio de Concord (en inglés: Concord Township) es un municipio ubicado en el condado de Erie en el estado estadounidense de Pensilvania. En el año 2000 tenía una población de 1.361 habitantes y una densidad poblacional de 16 personas por km².

## Geografía
El municipio de Concord se encuentra ubicado en las coordenadas 41°52′00″N 79°45′29″O / 41.86667, -79.75806.

## Demografía
Según la Oficina del Censo en 2000 los ingresos medios por hogar en la localidad eran de $35,985 y los ingresos medios por familia eran de $40,962. Los hombres tenían unos ingresos medios de $30,433 frente a los $21,641 para las mujeres. La renta per cápita de la localidad era de $15,409. Alrededor del 7,3% de la población estaba por debajo del umbral de pobreza.